# Doberschütz (Saksonia)
Doberschütz – miejscowość i gmina w Niemczech, w kraju związkowym Saksonia, w ojręgu administracyjnym Lipsk, w powiecie Nordsachsen. Do reformy administracyjnej w 2008 gmina leżała w powiecie Delitzsch.
Miasto leży ok. 10 km na północny wschód od Eilenburga.
Przez miejscowość przebiega droga krajowa B87.